# Swerea SWECAST
Swerea SWECAST var ett forskningsinstitut som verkade i och för svensk gjuteriindustri, med nära förbindelse med branschorganisationen Svenska gjuteriföreningen  och huvudkontor i Jönköping,  ett av länen med flest gjuterier i Sverige . Swerea SWECAST gav, under flera år, på uppdrag av Svenska Gjuteriföreningen ut tidningen Gjuteriet  8-9 gånger per år. Gjuteriet har funnits i över 100 år och är en branschtidning som riktar sig till svensk gjuteriindustri.  Tidningen har spridits till både betalande prenumeranter och till medlemmar i Sveriges Gjuteritekniska Förening  samt Svenska Gjuteriföreningen.
September 2018 gick verksamheten in i Rise Research Institutes of Sweden, där verksamhet fortgår med inriktning på bland annat materialteknik, gjutsimulering, processteknik och energi- och miljöfrågor.

## Historik
Swerea SWECAST har sina rötter i svensk gjuteriindustri. Under 1960-talets industriella framgångar i Sverige bildades Svenska Gjuteriföreningen med syfte att främja gjuteriteknisk forskning, utveckling samt utbildning. På 1980-talet delades Svenska Gjuteriföreningen upp. En del ombildades till aktiebolag med namnet Svenska Gjuteriföreningens Service AB, som senare bytte namn till SweCast AB. År 2006 införlivades SweCast AB i Swerea-koncernen och bytte namn till Swerea SWECAST. Swerea AB var då samägt av svenska staten, via Rise Research Institutes of Sweden, och näringslivet via ägarföreningar. Däri ingick även dotterbolagen Swerea IVF, Swerea MEFOS, Swerea KIMAB och Swerea SICOMP. Från 2018 majoritetsägdes  Swerea av Rise Research Institutes of Sweden.